# فرانسيس هينلي
فرانسيس هينلي (بالإنجليزية: Frances Henley)‏ هي مهندسة معمارية أمريكية، ولدت في 1896، وتوفيت في 1955.